# КДУ-47
КДУ-47 — советская перекатываемая короткоструйная дождевальная установка. Создана в 1947 году во ВНИИГиМ.
КДУ-47 применялась для полива небольших по площади участков. Достоинство КДУ-47 перед установкой КДУ-41 состояло в сокращении ручного труда: по окончании работы на позиции КДУ-47 она быстро перекатывалась от одного гидранта к следующему. Кроме того, она отличалась более качественным дождём.
Насосно-силовую станцию располагали непосредственно у водоисточника. От станции шла водопроводящая напорная сеть. Она включала магистральный трубопровод и распределительные трубопроводы. Они укладывались подземно на глубину 0,7 м. Через каждые 100 м в распределительные трубопроводы были смонтированы гидранты с двумя отводами. К гидрантам подсоединялась сама дождевальная установка.
Дождевальная установка КДУ-47 состояла из вспомогательного трубопровода и дождевального крыла. Дождевальное крыло смонтировано на четырёх последовательно соединённых гибкими шлангами оросительных тележках на небольших колёсиках. Каждая тележка имела длину 30 м. Целиком дождевальное крыло составляло 120 м. Трубы первых двух тележек имели внутренний диаметр 100 мм, последних — 75 мм. К трубопроводам каждой тележки были присоединены открылки длиной по 6 м, на концах открылков — дождевальные насадки. Вспомогательный трубопровод состоял из двух тележек по 20 м. Дождевальное крыло присоединялось к вспомогательному трубопроводу при помощи быстроразъёмных муфт и рукавов. Одна тележка орошала площадь в 120 × 20 м.

## Технические характеристики
- Расход воды одним крылом — 18 л/сек
- Потребный напор

в насосе — 0,4 МПа
в гидранте — 0,4 Мпа
в насадке — 0,05 МПа
- Мощность двигателя — 16 л. с.
- Коэффициент использования рабочего времени установки — 0,7—0,8
- Производительность установки при норме полива 300 м3/га

в сутки — 3,5—4 га
в сезон — 35—40 га
- Обслуживающий персонал — 2 чел
- Производительность одного поливальщика в смену — 0,9—1 га